# Ida Nielsen (författare)
Ida Nielsen, född 17 maj 1815 i Köpenhamn, död 16 april 1889 i Frederiksberg, var en dansk författare och dramatiker. Bland hennes mest kända pjäser återfinns Prindsessen af Taranto (1855), Han drikker (1859) och Hvem er Adam (1860). Hennes mest betydande prosaverk var Uddrag af en Afdøds Dagbog (1857) som mottogs som ett inlägg i debatten om kvinnlig emancipation, kvinnors rätt till arbete och självständighet. Hennes övriga tre prosaböcker var Ellen, en Landsbyhistorie (1858), Ung og gammel (1859) och Marskandiserens Datter (1868). Varken hennes pjäser eller böcker finns översatta till svenska.
Hennes föräldrar var kommendörkaptenen Conrad Woldemar Nielsen (1771–1819) och Wibeke Petrea Garde (1786–1860). Ida Nielsen dog ogift 1889 och begravdes i Farum.